# Лемпер, Уте
Уте Гертруд Лемпер (нем. Ute Gertrud Lemper; род. 4 июля 1963, Мюнстер) — немецкая актриса, певица, танцовщица, художник.

## Биография
Из католической семьи. С 16 лет пела с панк-группой «The Panama Drive Band». Окончила Академию танца в Кёльне и Семинар Макса Рейнхардта в Вене. Два года играла в Государственном театре Штутгарта (Чехов, Фассбиндер). Участвовала в постановках Жерома Савари (Кабаре), Мориса Бежара (Внезапная смерть). Как певица сотрудничала с Майклом Найманом, Филипом Глассом, Ником Кейвом и другими. Наибольшую известность ей принесло исполнение песен Курта Вайля.
С 1999 года живёт в Нью-Йорке (Верхний Вест-Сайд).
У Уте четверо детей: от Дэвида Табацки — сын Макс-Эмануэль Табацки (род. в мае 1994) и дочь Стелла Табацки (род. 1996); от Тодда Туркишера — два сына Джулиан Лаза Туркишер (род. 01.11.2005) и Йонас Туркишер (род. 10.10.2011).

## Дискография
- 1986: Ute Lemper singt Kurt Weill
- 1987: Life is a Cabaret
- 1988: Chante Kurt Weill
- 1989: Crimes of the Heart
- 1990: Arielle, die Meerjungfrau
- 1990: Трёхгрошовая опера
- 1990: The Seaven Deadly Sins
- 1990: The Wall Live in Berlin
- 1991: Songbook (песни Майкла Наймана)
- 1991: Live Große Tournee-Erfolge
- 1992: Illusions (Большая премия Академии Шарля Кро)
- 1993: Ute Lemper singt Kurt Weill Vol.2
- 1993: Espace Indecent
- 1995: Portrait of Ute Lemper
- 1995: City of Strangers
- 1996: Berlin Cabaret Songs
- 1997: Nuit Etrangers
- 1998: The Very Best of Ute Lemper
- 2000: Punishing kiss
- 2002: But One Day
- 2005: Blood and Feathers
- 2008: Between Yesterday and Tomorrow
- 2012: Paris Days, Berlin Nights

## Фильмография
- 1985: Drei gegen Drei (Доминик Граф)
- 1987: Das Erbe der Guldenburgs (телефильм)
- 1989: Австрийка (Пьер Гранье-Дефер)
- 1990: Jean Galmot, aventurier
- 1991: Книги Просперо (Питер Гринуэй)
- 1992: Pierre qui brûle (телефильм)
- 1992: Виновность невиновного, или Когда лучше спать
- 1992: Прорва (Иван Дыховичный) — номинация на премию «Ника» За лучшую женскую роль
- 1994: Высокая мода (Роберт Олтмен)
- 1996: Богус (Норман Джуисон)
- 1997: A River Made to Drown In
- 1997: Combat de fauves (Бенуа Лами)
- 1998: Appetite
- 1999: Kurt Gerrons Karussell
- 2005: Любовь и сигареты (Джон Туртурро, саундтрек)
- 2013: Довиль
- 2014: Волшебство в лунном свете (Вуди Аллен)
- 2022: Танцор в маске (роль самой себя)

## Автобиография
- Unzensiert. Berlin: Henschel, 1995 (на фр. яз. — 1997)